# Camille d'Hostun de La Baume
Camille d'Hostun de La Baume, Duc de Tallard (14 de febrer de 1652 - 20 de març de 1728) fou un militar, aristòcrata i diplomàtic francès al servei de Lluís XIV de França durant la Guerra de Successió Espanyola. Nomenat comandant en cap de l'exèrcit francobavaès al front continental durant la campanya del Rin, fou derrotat i capturat a la batalla de Blenheim.

## Expedient militar

### Guerra francoholandesa
El Duc de Tallard entrà en l'exèrcit francès a l'edat de 15. Lluità en la Guerra francoholandesa a Flandes sota les ordres del Príncep de Condé i des de 1674 sota les ordres del Vescomte de Turenne a Alsàcia.

### Guerra dels Nou Anys
Més tard se'l promovia al grau de mariscal de camp i lluità en la Guerra dels Nou Anys (1688-1697).

### Missió diplomàtica prèvia a la Guerra de Successió
La seva amistat amb el rei Lluís XIV de França li assegurava una posició d'autoritat i després de la Guerra dels Nou Anys fou designat ambaixador a la Cort d'Anglaterra. El seu coneixement excepcional sobre els afers polítics europeus es mostrà altament valuable. El 1701 el rei consort d'Anglaterra, l'holandès protestant Guillem III, successor del derrocat rei d'Anglaterra de la Casa Estuard, James II, s'uní a la Gran Aliança de la Haia i declarà la guerra a França. Com a resposta, Lluís XIV de França reconegué a Jaume Estuard com a legítim successor al tron d'Anglaterra i arran d'aquests fets el rei Guillem III expulsava el duc de Tallard de Londres l'any 1702.

### Guerra de Successió Espanyola
La carrera militar de Tallard arribà al seu punt culminant durant la Guerra de la Successió Espanyola. El 7 de setembre de 1703, el Duc de Borgonya i el mateix Duc de Tallard prenien la ciutat de Breisach i mitjans d'octubre assetjaren Landau.
A la batalla de Speyerbach el Duc de Tallard derrotà les tropes del Príncep de Hesse-Cassel que avançaven per alliberar la ciutat. Dos dies després queia la ciutat de Landau. En reconeixement, el Duc de Tallard fou nomenat Mariscal de França.
El 1704, el Duc de Tallard fou enviat per reforçar les tropes franco-bavareses del Príncep de Baviera, aliat de França, i del Comte de Marsin, que es trobaven amenaçades per l'exèrcit confederat del Duc de Marlborough i del Príncep de Savoia. El Duc de Tallard sortí de la ciutat d'Estrasburg l'1 de juliol, però el setge de Villingen no reeixí i el setge fou aixecat el 22 de juliol. Tot i així, el Duc de Tallard aconseguí portar 34,000 homes a través de la Selva Negra i arribà a Ulm ek 5 d'agost.
El Duc de Tallard esdevingué comandant en cap de l'exèrcit franco-bavarès al front del rin-danubi, però el 13 d'agost de 1704 fou terriblement derrotat en la batalla de Blenheim, resultat en la destrucció de l'exèrcit francobavarès, la caiguda de Baviera sota control imperial i la captura del mateix Duc de Tallard.
Fou enviat a Anglaterra i restà empresonat a Nottingham fins a l'any 1711. Retornat a França i malgrat la derrota patida a Blenheim, sembla que lluís XIV de França no guardava cap rancor sobre el mariscal Tallard i el 1712 el nomenà duc i el 1715 Par de França.
Pel testament del rei lluís XIV de França se'l feia membre del Consell de Regència, però el Duc d'orleans aconseguí que fos anul·lada aquesta clàusula del testament. El 1724 fou elegit president de l'Acadèmia de les Ciències i el 1726 es convertia en ministres d'estat de França. El Duc de Tallard morí l'any 1728.